# Нюя (село)
Нюя (рос. Нюя) — село у Ленському улусі Республіки Сахи Російської Федерації.
Населення становить 1342  особи. Належить до муніципального утворення Нюйський наслег.

## Історія
Згідно із законом від 30 листопада 2004 року органом місцевого самоврядування є Нюйський наслег.

## Населення
| 2002 | 2006  | 2010  |
| ---- | ----- | ----- |
| 1276 | ↗1368 | ↘1342 |